# Kosmos 2314
Kosmos 2314, ruski izviđački satelit iz programa Kosmos. Vrste je Jantar-4K2 (Kobaljt br. 546).
Lansiran je 28. lipnja 1995. godine u 18:25 s kozmodroma Pljesecka u Rusiji. Lansiran je u nisku orbitu oko planeta Zemlje raketom nosačem Sojuz-U 11A511U. Orbita mu je bila 168 km u perigeju i 350 km u apogeju. Orbitna inklinacija bila mu je 67,13°. Spacetrackov kataloški broj je 23601. COSPARova oznaka je 1995-031-A. Zemlju je obilazio u 89,68 minuta. Pri lansiranju bio je mase 6600 kg. 
Sletio je na Zemlju 6. rujna 1995. godine.

## Vanjske poveznice
- N2YO.com Search Satellite Database
- Celes Trak SATCAT Format Documentation (engl.)
- Kunstman  Arhivirana inačica izvorne stranice od 12. kolovoza 2019. (Wayback Machine) Satellites in Orbit (engl.)